# Otite esterna maligna
L'otite esterna maligna è una patologia flogistica del condotto uditivo esterno con evoluzione distrofico-necrotizzante delle strutture uditive e dell'osso temporale.

## Epidemiologia
È una forma rara; colpisce prevalentemente soggetti anziani, diabetici ed immunodepressi. Dal punto di vista storico, il primo caso venne rivelato durante la seconda guerra mondiale nell'isola di Guam con un'incidenza del 50 %.

## Eziologia e patogenesi
L'evoluzione necrotizzante è dovuta all'infezione sostenuta da Pseudomonas aeruginosa. La flogosi esita verso la formazione di tessuto granuleggiante e chiaramente necrotico che invade il condotto uditivo esterno. In seguito all'estensione nell'osso temporale, l'infezione può colpire le strutture della base cranica, con rapida involuzione della situazione clinica.

## Profilo clinico
Il quadro si manifesta inizialmente con otorrea purulenta, con dolore che tende ad intensificarsi nel tempo. La lesione dei nervi cranici (dal VI al XII) può manifestarsi con paralisi oculare e/o facciale, sordità, vertigini, ageusia, dolore e paralisi cervicale.

## Profilo diagnostico
In corso di esame otoscopico si evidenzia la presenza di tessuto necrotico e leggermente sanguinamente delimitato da cute edematosa ed iperemica. La metodica TC è necessaria per evidenziare il coinvolgimento delle strutture endocraniche e la diffusione dell'infezione. Una scintigrafia con gallio dimostra la presenza di flogosi estesa all'osso temporale. Il tampone auricolare è in grado di dimostrare la presenza di Pseudomonas aeruginosa, fornendo utili indicazioni terapeutiche in seguito all'allestimento di un antibiogramma.

## Terapia
Nelle fasi iniziali deve essere imposto uno schema antibiotico che preveda l'utilizzo di penicilline anti-pseudomonas o cefalosporine di 3ª generazione associate ad un aminoglicoside come la gentamicina per almeno 6 settimane. Nelle fasi avanzate è invece indicata la terapia chirurgica (mastoidectomia o petrosectomia) associata ad ossigenoterapia iperbarica.

## Complicazioni
L'estensione dell'infezione alle strutture craniche è la complicazione più frequente, con elevato rischio di morte (30-50%). Una tromboflebite dei seni venosi endocranici può portare rapidamente verso l'exitus.